# Хетеродоксија
Хетеродоксија обухвата „сва мишљења или учења која се разликују од званичне односно правоверне позиције".